# 紺屋高尾
紺屋高尾（こんやたかお、こうやたかお）は古典落語の演目。別題に駄染高尾（だぞめたかお）、かめのぞき。浪曲の演目としても著名で、大正の浪曲師初代篠田実の浪曲レコードは、当時異例となる人気を得た。また、これを題材として時代劇映画の題材ともなった。
本項では類話の幾代餅、搗屋無間についても扱う。
横浜市南区真金町の遊廓に生まれた桂歌丸の得意演目として知られる。

## あらすじ
神田紺屋町の染物屋吉兵衛の奉公人である久蔵は真面目一筋であり、26歳となった今でも遊び一つ知らない男だった。ある日、友人に連れられて出かけた吉原で花魁道中を見物し、そこで見た高尾太夫に惚れ込んでしまう。しかし、大名や大店の商家の主人を相手にする最高位の花魁である太夫では自分のような奉公人は門前払いだと聞き、絶望して恋煩いで寝込んでしまう。
話を聞いた吉兵衛は、お金さえ用意できれば俺が会わせてやると答える。久蔵は喜び、再び一生懸命働き出すと3年で十両の大金を貯める。吉兵衛は遊び人で知られる医者の竹内蘭石に頼み、高尾太夫との座敷を用意して欲しいと頼む。事情を知った竹内は快く引き受けたが、奉公人が花魁に会うのは難しいので久蔵を金持ちに仕立てて吉原へ連れて行き、紺屋高尾と引き合わせることに成功する。美しい高尾太夫の姿に感激するが、吉原のしきたりとして1回目は顔合わせのみであり、煙管に一服付けてもらうとその日は終わりとなっている。高尾が次はいつ会えるかと尋ねると、久蔵は泣きながら自分の正体を明かし、ここに来るのに3年間必死働いて金を貯めたため、次に会えるのはまた3年後になると告げる。これを聞いた高尾も涙ぐみながら、自分を3年も思ってくれたことが嬉しい、来年の3月15日に年季が明けるのでその時に女房にしてほしいと切り出す。久蔵は驚きながらも喜んで受け入れる。
帰ってきた久蔵から話を聞いた店の者は誰も信じなかったが、やがて約束の3月15日になると本当に高尾がやってくる。二人は祝言を挙げて夫婦となり、親方の六兵衛は久蔵に身代を譲る。店を継いだ二人が売り出した早染めの手拭いは江戸っ子たちに人気となり、店は大繁盛した。 

### サゲのバリエーション
落語における基本のサゲは、浅黄色の早染めがなぜ「かめのぞき」と称されるのか、というものである。この理由として美人と名高い高尾をひと目見ようと押し寄せる客たちだったが、肝心の高尾は染め作業のために藍瓶に跨り下を向いているので顔が見えない。そこで藍瓶の水面に映る高尾の顔を見ようとして、瓶の中を覗いたので「瓶覗き（かめのぞき）」と呼ばれるようになった、というものである。しかし、本来のサゲは、作業のために瓶に跨った高尾のアソコが水面に映ってはいないかと、客たちが瓶の中を覗いた、というバレ噺（下ネタ）であった。
最後に「傾城に　誠なしとは誰（た）が言うた？」と述べて、「これが紺屋高尾の由来話」として話が締められる場合もある。

## 他メディア化

### 映画
4度にわたって映画化されている。
- 『紺屋高尾』 - 監督：勝見正義、主演：勝見庸太郎、製作：勝見庸太郎プロダクション、1927年 / 1928年
- 『紺屋高尾』 - 監督：山下秀一、主演：嵐珏蔵、製作：帝国キネマ演芸、1928年
- 『紺屋高尾』 - 監督：志波西果、主演：上田吉二郎、製作：太秦発声映画、1935年
- 『紺屋高尾』 - 監督：佐々木康、主演：花菱アチャコ、フシ語りとして三門博、製作：東映京都撮影所、1952年

### テレビドラマ
- 『江戸巷談 花の日本橋』第7話「紺屋と高尾」・第8話「おいらん女房」（フジテレビ） - 主演：三田佳子、1971年
- 『にんげんこわい』第3話「紺屋高尾」（WOWOW） - 主演：永山絢斗、2021年

### 舞台
- 『紺屋と高尾』- 松竹新喜劇、口演：一龍斎貞丈（五代目）、脚本：平戸敬二

### 歌
- 『紺屋高尾』 -歌手：真木柚布子、作詞：久仁京介、作曲：弦　哲也、編曲：前田俊明、キングレコード、2018年11月21日発売

## 幾代餅
幾代餅（いくよもち）は古典落語の演目。下記に示すように話の筋は紺屋高尾とほぼ同じである。東大落語会によればサゲはないとしている。

### あらすじ（幾代餅）
馬喰町の搗き米屋（精米業者）に勤める清蔵は吉原の幾代太夫を描いた錦絵を見て恋煩いで寝込んでしまう。見かねた主人は金を貯めれば会わせてやると約束する。以降は、紺屋高尾と同じ筋であり、幾代太夫の年季明けで、2人は夫婦となる。そして、餅屋を開くと、元花魁という美人の女房と、その名を冠した「幾代餅」で店はたちまち人気となり繁盛した。

## 搗屋無間
搗屋無間（つきやむげん）は古典落語の演目。別題に搗屋問答（つきやもんどう）、無間の臼（むけんのうす）。
前半の筋は幾代餅とほぼ同じであるが、後半が異なる。題にもある搗屋（つきや）とは米つき（精米業）を営む店のことである。なお、サゲの「搗き減り」は搗屋が役得として得る余得のことであり、マクラで説明しなければ現在ではわからない。歴史的には二割だが、春風亭柳枝は一割で演じた。また現在において臼と杵は餅つきの道具として知られるが、本来は精米の道具である。

### あらすじ（搗屋無間）
信濃屋という米屋に長年勤めている搗屋の徳兵衛は、吉原の稲本にいる小稲という遊女の絵を見て恋煩いで寝込んでしまう。野幇間（のだいこ）を通して金さえ用意できれば小稲に会えると聞いた徳兵衛は、主人に預けている金で相殺すればいいとして金を用意し、吉原に赴いて小稲を買う。思いのほかもてたため、彼女に夢中となるがもはや金はない。
ある日、手水鉢を使おうとすると隣家から花唄が聞こえ、浄瑠璃の演目で、曹洞宗観音寺の「無間の鐘」の逸話を思い出す。これは死後は無間地獄に落ちる代わりに、現世で300両の大金を得るというものであった。そこでせめて30両は欲しいと柄杓で手水鉢を叩こうと振り上げると、それが欄間にあたって、そこに隠されていた小判がバラバラと落ちてくる。願いが叶ったと数えて見るが30両ではなく24両しかない。しばし、考えた後、答えに気づく。「そうか、二割は搗き減りか」

### 別版（搗屋無間）
基本的な筋は同じである。
搗屋の徳兵衛は松葉屋の丸山という花魁を描いた錦絵を見て恋煩いで寝込んでしまう。主人は幇間を通して理由を知り、徳兵衛を金持ちに見せかけ、丸山に会わせる手はずを整える。徳兵衛はそれまでの滅私奉公で既に15両の貯金があり、それを使うことになる。
徳兵衛は丸山と一晩過ごし、最後にすべてを明かして嘘を詫びる。それにほだされた丸山は、自分が金を出すので、これからも会いに来て欲しいと申し出て、2人は逢引を重ねるようになる。
ところが早々に丸山に真夫（まぶ、花魁が夫同然に愛している者）ができたと噂が立ったために、彼女の客足が途絶え、金が無くなってしまい、2人は会えなくなってしまう。彼女に会いたい徳兵衛は、浄瑠璃の演目で、曹洞宗観音寺の「無間の鐘」の逸話を思い出す。これは死後は無間地獄に落ちる代わりに、現世で300両の大金を得るというものであった。しかし、死後のことなど気にせず、徳兵衛は商売道具の杵で鐘を叩き続け、願いが通じて鐘の中から小判が落ちてくる。喜んだ徳兵衛であったが数えてみると270両で、浄瑠璃の逸話より1割足りない。しばし、考えた後、答えに気づく。
「そうか、一割は搗き減りか」

### エピソード
- 1940年（昭和15年）9月20日、警視庁は内容が卑俗的で低級であるとして、搗屋無間を含む53演目を上演禁止（禁演落語）とした[5]。

## 善光寺の伝承
長野市の善光寺には紺屋高尾の高尾太夫を供養する「高尾灯籠」がある。寄進したのは三浦屋と伝わる。